# Youssouf Fofana
Youssouf Fofana (n. 10 ianuarie 1999, Paris, Franța) este un fotbalist francez, care joacă pe post de mijlocaș la Milan în Serie A. Pe plan internațional, are prezențe la națională pentru Franța U20⁠(d) și Franța.

## Tinerețe
Youssouf Fofana  s-a născut pe 10 ianuarie 1999 la Paris. El este de origine maliană.

## Carieră
Fofana și-a început cariera la diferite academii de tineret din Paris, înainte de a se alătura academiei de tineret a lui Strasbourg pe 21 februarie 2017. Și-a făcut debutul profesionist cu Strasbourg într-o înfrângere cu 2-0 în Ligue 1 cu Lyon pe 24 august 2018.
Fofana a jucat ultimul său meci pentru Strasbourg pe 25 ianuarie 2020, într-o victorie cu 3-1 în deplasare împotriva lui Monaco. Patru zile mai târziu, a fost semnat de Monaco pentru 15 € milioane și și-a făcut debutul pe 1 februarie, jucând 71 de minute într-o înfrângere cu 3-1 în deplasare cu Nice. 

## Carieră internațională
Fofana a făcut parte din echipele naționale de tineret a Franței sub 19, sub 20 și sub 21.
Pe 15 septembrie 2022, Fofana a primit prima sa convocare la echipa națională de seniori a Franței, pentru două meciuri din UEFA Nations League .

## Palmares
Strasbourg
- Coupe de la Ligue : 2018–19